# ربع نتزومت (إفران أطلس الصغير)
ربع نتزومت هي إحدى مشيخات المملكة المغربية، تتبع جغرافيا لإقليم كلميم وإداريًا لإفران أطلس الصغير. يقدر عدد سكانها بـ 1618 نسمة حسب الإحصاء الرسمي للسكان والسكنى لسنة 2004.